# Grigorij Granaturov
Grigorij Petrovitj Granaturov, född 1921, död 2013, var en sovjetisk idrottare och idrottsledare, som ledare huvudsakligen verksam inom bandy. Han var president (ordförande) för Internationella Bandyförbundet under åren 1971–1978 och 1983–1991.
På 1940-talet spelade han volleyboll och blev sovjetisk mästare i den sporten med CSKA Moskva.